# Wilk (film 1994)

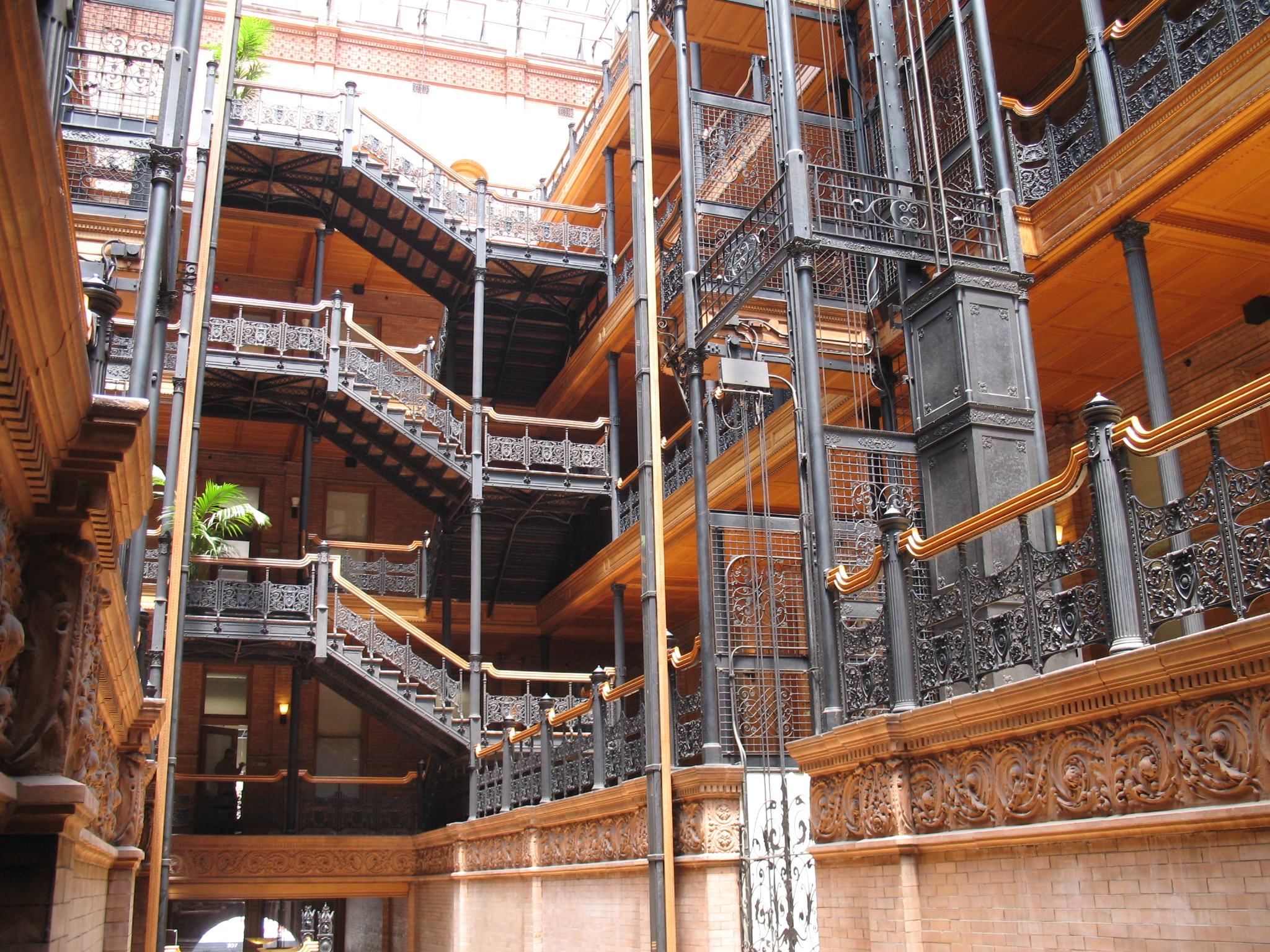
Bradbury Building w Los Angeles, w którym zrealizowano część zdjęć

Wilk – amerykański horror z 1994.

## Obsada
- Jack Nicholson – Will Randall
- Michelle Pfeiffer – Laura Alden
- James Spader – Stewart Swinton
- Kate Nelligan – Charlotte Randall
- Richard Jenkins – detektyw Bridger
- Christopher Plummer – Raymond Alden
- Eileen Atkins – Mary

## Fabuła
Will wracając do domu potrąca samochodem wilka. Zatrzymuje się, podchodzi do zwierzęcia, a ono gryzie go w rękę, po czym ucieka. Z czasem Will zaczyna obserwować i odczuwać dziwne zmiany swojego organizmu. Poprawia mu się wzrok i węch, dużo lepiej słyszy, a na jego ciele rośnie coraz więcej włosów. Nocą atakuje zwierzęta i przestaje panować nad sobą, słowem – staje się wilkołakiem.

## Nagrody
- Nagroda Saturna dla Jima Harrisona i Wesleya Stricka za najlepszy scenariusz (1995).
- Nominacja do nagrody Saturn za najlepszy horror i najlepszą charakteryzację, dla Michelle Pfeiffer jako najlepszej aktorki, Jacka Nicholsona jako najlepszego aktora i Jamesa Spadera jako najlepszego aktora drugoplanowego (1995).